# Bahnbetriebsgesellschaft Stauden
Die Bahnbetriebsgesellschaft Stauden mbH, kurz BBG, ist ein privates Eisenbahninfrastrukturunternehmen, das im Jahr 2000 gegründet wurde und seinen Sitz in Augsburg hat. Von 2002 bis 2017 besaß die BBG zudem eine Betriebsgenehmigung als Eisenbahnverkehrsunternehmen. Zusammen mit der Stauden-Verkehrs-Gesellschaft (SVG) und dem Verein der Staudenbahnfreunde bildet sie die Firmengruppe Staudenbahn.
In erster Linie ist die BBG für den Betrieb sowie die Unterhaltung der Bahnstrecke Gessertshausen–Türkheim auf dem Teilabschnitt zwischen Markt Wald und Türkheim zuständig (am 1. September 2023 ging der Abschnitt zwischen Markt Wald und Gessertshausen an die Stadtwerke Ulm/Neu-Ulm über). Darüber hinaus setzt sie sich für die Reaktivierung des Personenverkehrs auf der Strecke ein.

## Geschichte
Im Jahr 2000 kaufte der Staudenbahn-Schienenweg-Trägerverein, ein Zusammenschluss von sechs Anlieger-Gemeinden und dem Verein der Staudenbahnfreunde, den Streckenabschnitt Gessertshausen–Markt Wald von der Deutschen Bahn AG, um die endgültigen Stilllegung zu verhindern und den Personenverkehr zu reaktivieren. Der Trägerverein konnte die damit verbundenen betrieblichen und finanziellen Risiken jedoch nicht selbst tragen. Aus diesem Grund wurde die Bahnbetriebsgesellschaft Stauden gegründet und ihr anschließend der Unterhalt und Betrieb der Strecke übertragen. Im November des gleichen Jahres ging schließlich die Zuständigkeit für die Strecke von der Deutschen Bahn AG an die BBG über.
Unter der Führung von Hubert Teichmann (kaufmännischer Geschäftsführer) und Reiner Augustin (Technischer Geschäftsführer sowie Oberster Betriebsleiter) wurden in den darauffolgenden Jahren zunächst Instandsetzungsarbeiten an der Bahnstrecke durchgeführt. Gleichzeitig beantragte die BBG eine Genehmigung als Eisenbahnverkehrsunternehmen, um zeitnah Ausflugsfahrten und Gütertransporte in Eigenregie durchführen zu können. Am 3. September 2002 erhielt die BBG vom Bayerischen Staatsministerium für Wirtschaft, Verkehr und Technologie die Betriebsgenehmigung für den Schienenpersonenverkehr und Schienengüterverkehr mit Befristung bis zum 1. September 2017.

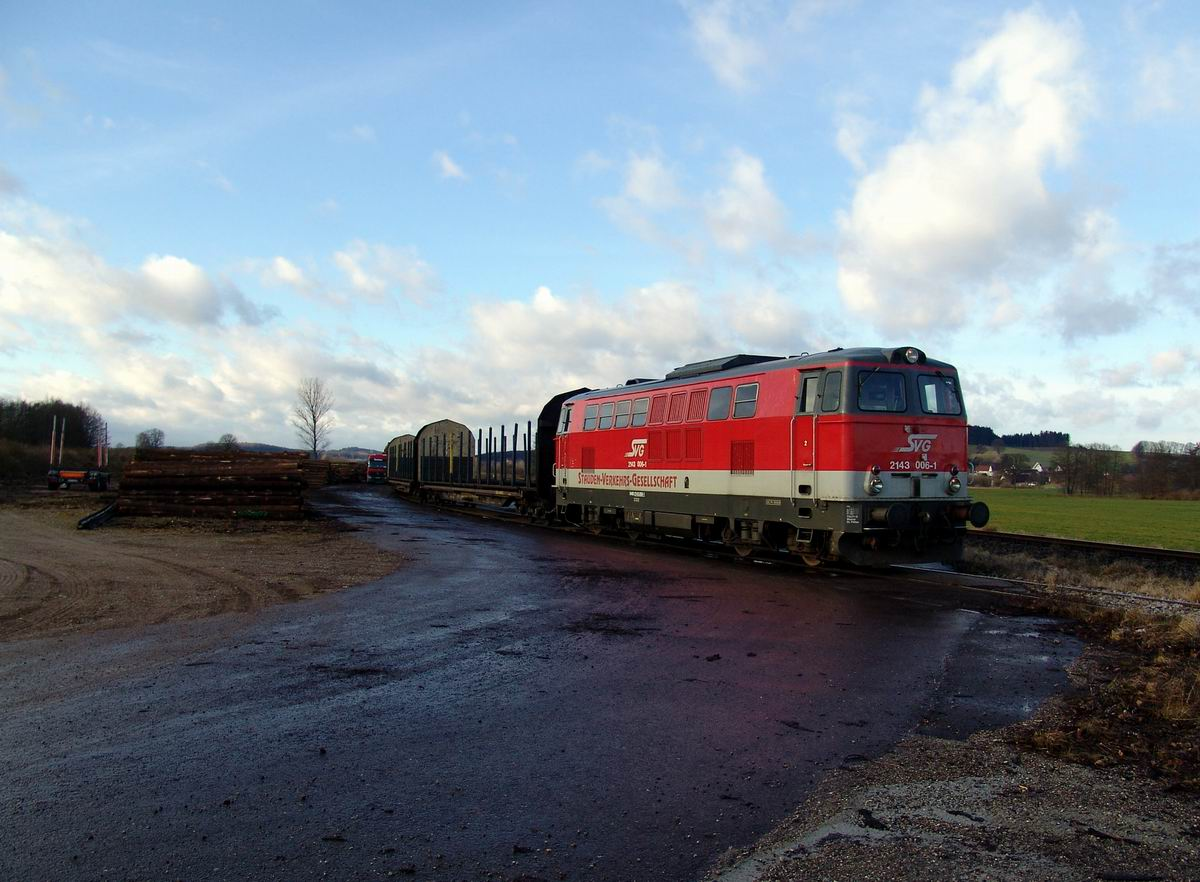
Die Verladestelle östlich von Fischach

Nach Abschluss der Instandsetzungsarbeiten an den Gleisen startete die BBG am 1. Mai 2003 den Ausflugsverkehr zwischen Augsburg und Markt Wald. Zudem wurde am 24. August 2003 nach dreimonatiger Bauzeit ein neuer Verladebahnhof für Langholz und andere landwirtschaftliche Erträge östlich von Fischach in Betrieb genommen. 2004 erwarb die BBG die Bahnstrecke zwischen Markt Wald und Türkheim von der Deutschen Bahn AG. Der Streckenabschnitt zwischen Ettringen und Türkheim konnte damit ebenfalls vor der Stilllegung bewahrt und der Gleisanschluss der Papierfabrik in Ettringen weiterhin bedient werden.
Reiner Augustin schied 2010 als Technischer Geschäftsführer sowie Oberster Betriebsleiter aus. Alleiniger Geschäftsführer ist seither Hubert Teichmann. Im gleichen Jahr gründete die BBG zusammen mit der AEbt Angewandte Eisenbahntechnik GmbH aus Nürnberg die LZBahntechnik GmbH. Das Unternehmen erhielt seinen Sitz im ehemaligen Augsburger Bahnbetriebswerk und widmete sich der Erstellung von Gutachten für die Zulassung neuer Eisenbahnfahrzeuge. Die hierfür erforderlichen Testfahrten erfolgten auf den Gleisanlagen der BBG.
Im Jahr 2012 gelang der BBG der Abschluss eines Infrastruktur- und Nutzungsvertrages mit dem Eigentümer des ehemaligen Molfenter-Firmengeländes mit Gleisanschluss in Gessertshausen. Seither werden dort Lokomotiven und Waggons der BBG abgestellt. Nach dem Verkauf und der Reaktivierung der Gewerbehallen im Jahr 2013 wurde von der BBG in Erwägung gezogen, dort ihren Hauptsitz mit Werkstätte einzurichten und den Standort im ehemaligen Bahnbetriebswerk Augsburg aufzugeben.

## Infrastruktur
Auf der eingleisigen, nicht elektrifizierten Bahnstrecke zwischen Gessertshausen und Türkheim betreibt die BBG den Abschnitt zwischen Gessertshausen und Markt Wald sowie zwischen Ettringen und Türkheim. Die Strecke zwischen Markt Wald und Ettringen ist aufgrund des baufälligen Zustandes gesperrt.
Zum 1. September 2023 gab die Bahnbetriebsgesellschaft Stauden den Abschnitt Gessertshausen–Markt Wald an die SWU Verkehr ab, ein Tochterunternehmen der Stadtwerke Ulm/Neu-Ulm. Zwischen Gessertshausen und Langenneufnach ist eine Ertüchtigung und Elektrifizierung für eine Reaktivierung des Personennahverkehrs geplant.
Darüber hinaus gehört der südliche Teil des ehemaligen Augsburger Bahnbetriebswerkes und der sogenannte Ladehof Gessertshausen (ehemaliger Gleisanschluss Firma Molfenter) zur Infrastruktur des Unternehmens.

## Fahrzeuge
Von der BBG wurden nach der Gründung eigene Fahrzeuge für den Ausflugsverkehr und die Gütertransporte beschafft. Dazu gehörten der Schienenbus 5081 561 und ein sogenannter Esslinger Triebwagen mit zugehörigem Steuerwagen. Im Jahr 2004 erfolgte der Kauf der Diesellokomotive 2143 006 sowie mehrerer Personenwagen und gedeckter Güterwagen für den Fahrradtransport. Daraufhin wurden der Schienenbus und der Esslinger Triebwagen mit Steuerwagen wieder verkauft. Die Diesellokomotive und die Personen- sowie Güterwagen gingen 2004 in den Bestand der neu gegründeten Stauden-Verkehrs-Gesellschaft über.